# Regina Wojskowska
Regina (Rywa) Wojskowska, z domu Szyndler (ur. 20 lipca 1908 w Krynkach, zm. 11 stycznia 1991 w Łodzi) – polska działaczka komunistyczna żydowskiego pochodzenia.

## Życiorys
Urodziła się w Krynkach w rodzinie żydowskiej, jako córka Chaima i Basi. Z zawodu była nauczycielką. W 1928 związała się z Komunistyczną Partią Polski, której członkinią była do 1938. W latach 1928–1933 członek i sekretarz komórki nauczycielskiej KPP oraz członek wydziału inteligenckiego KPP w Łodzi. W latach 1933–1936 członek KD KPP Łódź-Śródmieście, a w latach 1935–1938 członek KM KPP w Łodzi. Po wybuchu II wojny światowej uciekła do radzieckiej strefy okupacyjnej i zamieszkała w Białymstoku. Tam do 1941 była lektorem KM Komunistycznej Partii Związku Radzieckiego. Po ataku III Rzeszy na Związek Radziecki, działała w ruchu antynazistowskim, a następnie w żydowskim oddziale partyzanckim Forojs (z jid. Naprzód).
Po zakończeniu wojny wróciła do Łodzi, gdzie w latach 1945–1947 była kierownikiem Wydziału Produktywizacji w Wojewódzkim Komitecie Żydowskim. W latach 1945–1951 była działaczką Komitetu Łódzkiego PPR i następnie PZPR, a od 1951 do 1962 – Komitetu Wojewódzkiego PZPR w Łodzi. W latach 1955–1959 zastępca redaktora naczelnego Głosu Robotniczego.
Zmarła w Łodzi. Jest pochowana na cmentarzu komunalnym Doły przy ulicy Smutnej 1 (kwatera IV, rząd 9, grób 25).